# 브라마 사마지
브라흐마 사마지(벵골어: ব্রাহ্ম সমাজBramho Shômaj)는 브라흐마주의(Brahmoism)를 따르는 이들의 사회 모임이다. 이 모임의 활동은 의심의 여지 없이 19세기에 가장 큰 영향력을 발휘한 종교 운동이었다. 이것은 당시 벵골에서 효과적인 개혁으로 인식되었고 19세기 힌두교 공동체에 종교, 사회, 교육을 비롯한 모든 분야에 있어 앞장서서 새 길을 열었던 벵골 르네상스가 이 모임의 활동으로 시작되었다.
이 운동이 혼합주의적이지 않은 "영적 힌두교를 개혁한 라모한 라이의 설립 정신과 히브리-이슬람의 신조와 실천에 뿌리를 둔 과학적 쇄신"을 반영한, 브라흐마주의를 전파하면서부터, 이 모임은 인도와 방글라데시에서 합법적이 종교로 인식되기 시작하였다.